# Amazonides jouanini
Amazonides jouanini là một loài bướm đêm trong họ Noctuidae.